# Ignaz Pallme
Ignaz Samuel Pallme (* 1. Februar 1806 in Steinschönau; † 11. Juni 1877 in Hainburg an der Donau) war ein österreichischer Handlungsreisender und Afrikaforscher. Bekannt wurde er durch die Erforschung Kordofans.
1837 unternahm er in der Hoffnung, neue Handelswege nach Zentralafrika erschließen zu können, eine Reise nach Kairo, die ihn schließlich in den Sudan führte. Er blieb zwei Jahre, länger als irgendein anderer Forscher vor ihm, und studierte die lokalen Sitten und Gebräuche der (damals) ägyptischen Provinz Kordofan. Weiters beschäftigte er sich mit der Geschichte der Region und prangerte den von Muhammad Ali Pascha betriebenen Sklavenhandel an. Pallme besuchte auch damals noch unbekannte Orte und vervollständigte so die Landkarte Sudans. Sein Buch Beschreibung von Kordofan und einigen angrenzenden Ländern (Stuttgart 1843) gilt als authentische, zeitgenössische Beschreibung Kordufans.

## Veröffentlichungen
- Beschreibung von Kordofan und einigen angränzenden Ländern (= Reisen und Länderbeschreibungen Bd. 24). Cotta, Stuttgart/Tübingen 1843.
  - Neuausgabe Beschreibung von Kordofan und einigen angränzenden Ländern (= Sammlung von Afrika-Reisebeschreibungen österreichischer Forschungsreisender Bd. 3). Kainbacher, Baden bei Wien 2002, ISBN 978-3-9501302-2-5.